# 세상의 빛

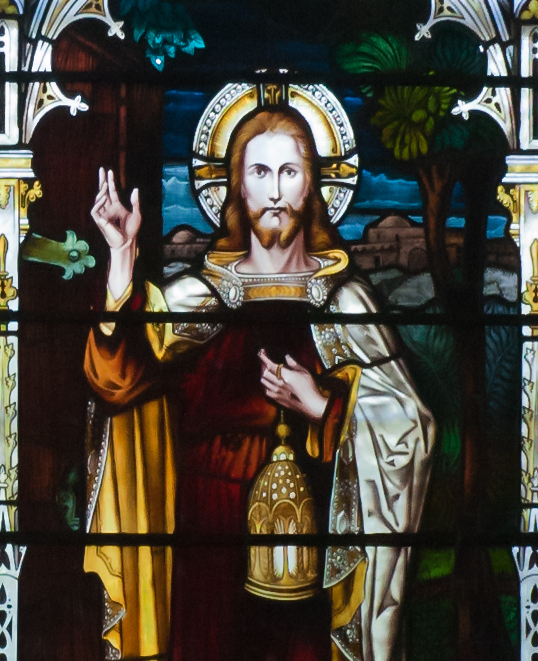
예수를 묘사한 스테인드 글라스에 대한 세부 사항: 나는 세상의 빛이다, 밴트리, 아일랜드.

세상의 빛(그리스어: φώς τοῦ κόσμου Phṓs tou kósmou, 라틴어: lux mundi, 영어: Light of the World)은 예수가 신약 성경에서 자신과 그의 사도를 설명하는 데 사용된 문구이다. 구절은 요한 복음과 다시 마태오 복음에 기록되어 있다. 그것은 소금과 빛과 부셸 아래 램프의 비유와 밀접하게 관련이 있다.

## 요한 이원주의
| 빛`           | 어둠      |
| ------------- | --------- |
| 앎            | 모름      |
| 예수 그리스도 | 모세      |
| 천국          | 땅        |
| 위            | 위가 아님 |
| 영            | 몸        |
| 봄            | 못봄      |
| 내부자        | 세계      |
| 낮            | 밤        |

- 앎 & 모름

- 요한 12:35

빛이 너희 가운데에 있는 것도 잠시뿐이다. 빛이 너희 곁에 있는 동안에 걸어가거라. 그래서 어둠이 너희를 덮치지 못하게 하여라. 어둠 속을 걸어가는 사람은 자기가 어디로 가는지 모른다.
- 요한 17:3 영원한 생명이란 홀로 참하느님이신 아버지를 알고 아버지께서 보내신 예수 그리스도를 아는 것입니다.

- 예수 그리스도 & 모세

- 요한 3:14

모세가 광야에서 뱀을 들어 올린 것처럼, 사람의 아들도 들어 올려져야 한다.
- 요한 4:6-8

그곳에는 야곱의 우물이 있었다. 길을 걷느라 지치신 예수님께서는 그 우물가에 앉으셨다. 때는 정오 무렵이었다.
마침 사마리아 여자 하나가 물을 길으러 왔다. 그러자 예수님께서 "내게 물을 주겠나?" 하고 그 여자에게 말씀하셨다.
- 요한 20:31

이것들을 기록한 목적은 예수님께서 메시아시며 하느님의 아드님이심을 여러분이 믿고, 또 그렇게 믿어서 그분의 이름으로 생명을 얻게 하려는 것이다.
- 천국 & 땅

- 요한 1:14

말씀이 몸이 되시어 우리 가운데 사셨다. 우리는 그분의 영광을 보았다. 은총과 진리가 충만하신 아버지의 외아드님으로서 지니신 영광을 보았다.
- 요한 4:6-8

그곳에는 야곱의 우물이 있었다. 길을 걷느라 지치신 예수님께서는 그 우물가에 앉으셨다. 때는 정오 무렵이었다.
마침 사마리아 여자 하나가 물을 길으러 왔다. 그러자 예수님께서 "내게 물을 주겠나?" 하고 그 여자에게 말씀하셨다.
- 요한 20:31

이것들을 기록한 목적은 예수님께서 메시아시며 하느님의 아드님이심을 여러분이 믿고, 또 그렇게 믿어서 그분의 이름으로 생명을 얻게 하려는 것이다.
- 요한 3:13

하늘에서 내려온 이, 곧 사람의 아들 말고는 하늘로 올라간 이가 없다.
- 요한 3:15

믿는 사람은 누구나 사람의 아들 안에서 영원한 생명을 얻게 하려는 것이다.
- 위 & 위가 아님

- 요한 1:14

말씀이 몸이 되시어 우리 가운데 사셨다. 우리는 그분의 영광을 보았다. 은총과 진리가 충만하신 아버지의 외아드님으로서 지니신 영광을 보았다.
- 요한 3:13

하늘에서 내려온 이, 곧 사람의 아들 말고는 하늘로 올라간 이가 없다.
- 영 & 몸

- 요한 1:14

말씀이 몸이 되시어 우리 가운데 사셨다. 우리는 그분의 영광을 보았다. 은총과 진리가 충만하신 아버지의 외아드님으로서 지니신 영광을 보았다.
- 요한 3:08

바람은 불고 싶은 대로 분다. 너는 그 소리를 들어도 어디에서 와 어디로 가는지 모른다. 영에서 태어난 이도 다 이와 같다.
- 요한 4:24

하느님은 영이시다. 그러므로 그분께 예배를 드리는 이는 영과 진리 안에서 예배를 드려야 한다.
- 봄 & 못봄

- 요한 1:14

말씀이 몸이 되시어 우리 가운데 사셨다. 우리는 그분의 영광을 보았다. 은총과 진리가 충만하신 아버지의 외아드님으로서 지니신 영광을 보았다.
- 요한 12:35

빛이 너희 가운데에 있는 것도 잠시뿐이다. 빛이 너희 곁에 있는 동안에 걸어가거라. 그래서 어둠이 너희를 덮치지 못하게 하여라. 어둠 속을 걸어가는 사람은 자기가 어디로 가는지 모른다.
- 내부자 & 세계

- 요한 1:14

말씀이 몸이 되시어 우리 가운데 사셨다. 우리는 그분의 영광을 보았다. 은총과 진리가 충만하신 아버지의 외아드님으로서 지니신 영광을 보았다.
- 요한 3:19

빛이 이 세상에 왔지만, 사람들은 빛보다 어둠을 더 사랑하였다. 그들이 하는 일이 악하였기 때문이다.
- 요한 9:5

내가 이 세상에 있는 동안, 나는 세상의 빛이다.
- 요한 10:30

나와 아버지는 하나다.
- 낮 & 밤

- 요한 9:4

나를 보내신 분의 일을 우리는 낮 동안에 해야 한다. 이제 밤이 올 터인데 그때에는 아무도 일하지 못한다.

## 같이 보기
- 대지의 소금(大地 - , Salt of the Earth)
- 나는 (성경 용어)
- 기독교 속 예수
- 신약 속 예수의 삶